# Ferruccio Vignanelli
(Bruno Barilli.)
Ferruccio Vignanelli (Civitavecchia, 4 ottobre 1903 – Roma, 5 maggio 1988) è stato un organista italiano.

## Biografia
Fu allievo di Licinio Refice e Raffaele Manari. Diplomatosi in Canto gregoriano e Composizione presso il Pontificio Istituto di Musica Sacra, diviene dal 1933 titolare della Cattedra di Organo principale e di Organografia dello stesso prestigioso Istituto. Successivamente (anni Cinquanta) gli verrà affidata la Cattedra di clavicembalo al Conservatorio Santa Cecilia, la prima del genere in Italia.
Notevole fu il suo apporto per quanto riguarda lo studio della prassi esecutiva storica e la divulgazione delle musiche per clavicembalo nell'ambito concertistico italiano del XX secolo.